# Loarn mac Eirc
Loarn mac Eirc – władca Dalriady, żył około V wieku n.e.
Duan Albanach, Senchus Fer n-Alban oraz inne opracowania genealogiczne, podają, że jego ojcem był Erc z Dalriady, syn Eochaida Muinremuira. Według tych źródeł, Loarn nie był koronowany i był założycielem klanu Cenél Loairn. Klan kontrolował część północnego Argyll w okolicy Zatoki Lorn. Ich główną siedzibą było prawdopodobnie Lorne Prawdopodobnie do granic jego ziem należała Wyspa Mull, Morvern i Ardnamurchan. Stolicą był Dun Ollaigh w pobliżu Oban. Głównym centrum religijnym było Lismore, późniejsza siedziba biskupów Argyll.